# مسابقه تحلیل داده ال تی پی پی
مسابقه تحلیل داده ال تی پی پی (به انگلیسی: LTPP Data Analysis Contest) یک مسابقه بین‌المللیست که هر سال با همکاری مدیریت بزرگراه‌های فدرال و انجمن مهندسان عمران آمریکا برگزار می‌شود. شرکت کنندگان در مسابقه باید با استفاده از داده‌های عملکرد بلندمدت روسازی به چالشی مهندسی جواب بدهند. برندگان هر سال در کنفرانس TRB اعلام می‌شوند.

## تاریخچه
پایگاه داده LTPP اطلاعات بیش از ۲۵۰۰ جاده در سراسر ایالات متحده و کانادا را در خود جا داده‌است. FHWA و ASCEدر تلاشی مشترک برای تشویق محققان سراسر جهان را این مسابقه را راه اندازی کردند. این مسابقه ابتدا در سال ۱۹۹۸ توسط مؤسسه حمل و نقل و توسعه (T & DI) انجمن مهندسان عمران آمریکا و LTPP FHWA معرفی شد. هدف از این مسابقه تشویق مشاوران، دانشگاهیان و دانشمندان داده در سراسر جهان است تا از پایگاه داده LTPP برای تولید دانش در مورد رفتار روسازی استفاده کنند.

## قسمت‌های مسابقه
مسابقه تجزیه و تحلیل داده LTPP دارای چهار قسمت متفاوت است:
1. قسمت دانشجویان کارشناسی
2. قسمت دانشجویان تحصیلات تکمیلی
3. قسمت مشارکت
4. قسمت چالش

دو دسته اول به دانشجویان و پژوهشگران محدود می‌شود. شرکت کنندگان در همه گروه‌ها باید کار خود را در یک مقاله خلاصه کنند. قسمت چالش برای هر شرکت کننده ای آزادست.